# Elecciones provinciales del Chaco de 1973
Las elecciones generales de la provincia del Chaco de 1973 tuvieron lugar el 11 de marzo del mencionado año con el objetivo de restaurar las instituciones democráticas constitucionales de la provincia después de casi siete años de la dictadura militar autodenominada Revolución Argentina, instaurada en 1966. Se debía elegir al Gobernador y Vicegobernador para el período 1973-1977, a los 30 diputados de la Legislatura Provincial, y a los intendentes y concejales de todos los municipios.
El exgobernador antes de la dictadura, Deolindo Bittel, candidato del Partido Justicialista (PJ) y apoyado por la coalición Frente Justicialista de Liberación (FREJULI), obtuvo una aplastante victoria en primera vuelta con el 57,71% de los votos, contra el 27,87% obtenido por Aníbal Salom, candidato de la Unión Cívica Radical (UCR). Al haber obtenido Bittel mayoría absoluta de votos, no se requirió una segunda vuelta electoral o balotaje, como disponía el Estatuto Fundamental sancionado por la Junta Militar, entre los dos candidatos más votados. En el plano legislativo, el FREJULI obtuvo 20 de los 30 diputados, y los 10 restantes correspondieron a la UCR, sin que ningún otro partido lograra representación. La concurrencia a votar fue muy baja, de solo el 65.29% de los votos.
Los cargos electos asumieron el 25 de mayo de 1973, al mismo tiempo que el gobierno nacional. Bittel no completó su mandato constitucional (destinado a finalizar en 1977) debido a que fue depuesto por el golpe de Estado del 24 de marzo de 1976. Sin embargo, fue uno de los quince gobernadores que logró prevalecer hasta la fecha del golpe sin que su provincia fuera intervenida.

## Resultados

### Gobernador y Vicegobernador
|  | 57,71 % |

|  | 27,87 % |

|  | 6,62 % |

|  | 2,41 % |

|  | 2,00 % |

|  | 1,44 % |

|  | 1,36 % |

|  | 0,59 % |

|  | 97,85 % |

|  | 1,85 % |

|  | 0,30 % |

|  | 100 % |

|  | 71,87 % |

### Legislatura Provincial
|  | 57,48 % |

|  | 27,92 % |

|  | 6,67 % |

|  | 2,40 % |

|  | 2,12 % |

|  | 1,46 % |

|  | 1,36 % |

|  | 0,60 % |

|  | 97,68 % |

|  | 2,02 % |

|  | 0,30 % |

|  | 100 % |

|  | 71,87 % |